# Kollwitz (cràter)
Kollwitz és un cràter d'impacte en el planeta Venus de 29,1 km de diàmetre. Porta el nom de Käthe Kollwitz (1867-1945), pintora, gravadora i escultora alemanya, i el seu nom va ser aprovat per la Unió Astronòmica Internacional el 1991.